# Toyoda Gosei Trefuerza 2018-2019
Questa voce raccoglie le informazioni riguardanti i Toyoda Gosei Trefuerza nella stagione 2018-2019.

## Stagione
I Toyoda Gosei Trefuerza partecipano alla stagione 2018-19 senza alcuna denominazione sponsorizzata.
In V.League Division 1 ottengono un terzo posto in regular season, ma ai play-off scudetto non superano la Final 6, chiudendo il torneo con il quinto posto finale. In Coppa dell'Imperatore si fermano in semifinale, estromessi dal torneo per opera dei JT Thunders, mentre al Torneo Kurowashiki non superano la fase a gironi.

## Organigramma societario
Area direttiva
- Presidente: Toshihiro Yokoi

Area tecnica
- Allenatore: Tommi Tiilikainen
- Assistente allenatore: Takayuki Fukatsu

## Rosa
| N° | Nome                | Ruolo | Data di nascita   | Nazionalità sportiva |
| -- | ------------------- | ----- | ----------------- | -------------------- |
| 1  | Shūzō Yamada        | S     | 27 novembre 1992  | Giappone             |
| 2  | Tetsu Yamachika     | C     | 1º ottobre 1990   | Giappone             |
| 4  | Shohei Uchiyama     | P     | 1º novembre 1987  | Giappone             |
| 5  | Issei Maeda         | P     | 22 settembre 1991 | Giappone             |
| 6  | Hirotaka Kon        | C     | 9 marzo 1988      | Giappone             |
| 7  | Naoya Shiraiwa      | S     | 15 febbraio 1990  | Giappone             |
| 8  | Yuhi Kamiya         | C     | 20 novembre 1995  | Giappone             |
| 9  | Takuya Takahashi    | C     | 19 ottobre 1993   | Giappone             |
| 10 | Koichiro Koga       | L     | 30 agosto 1984    | Giappone             |
| 11 | Ryōta Denda         | C     | 3 luglio 1991     | Giappone             |
| 12 | Takuya Takamatsu    | S     | 8 gennaio 1988    | Giappone             |
| 13 | Hideaki Okamoto     | S     | 20 dicembre 1983  | Giappone             |
| 14 | Ryōsuke Tsubakiyama | C     | 18 luglio 1988    | Giappone             |
| 15 | Igor Omrčen         | O     | 26 settembre 1980 | Croazia              |
| 16 | Yusuke Kurosawa     | S     | 24 gennaio 1992   | Giappone             |
| 17 | Yūma Watanabe       | C     | 19 luglio 1994    | Giappone             |
| 21 | Motoki Eiro         | P     | 8 giugno 1996     | Giappone             |
| 22 | Kenta Takanashi     | S     | 25 marzo 1997     | Giappone             |
| 23 | Masato Katsuoka     | S     | 7 giugno 1996     | Giappone             |
| 24 | Tomohiro Ogawa      | L     | 4 luglio 1996     | Giappone             |

## Statistiche

### Statistiche di squadra
| Competizione          | Punti | In casa | In casa | In casa | In trasferta | In trasferta | In trasferta | Totale | Totale | Totale |
| Competizione          | Punti | G       | V       | P       | G            | V            | P            | G      | V      | P      |
| --------------------- | ----- | ------- | ------- | ------- | ------------ | ------------ | ------------ | ------ | ------ | ------ |
| V.League Division 1   | 53/6  | ?       | ?       | ?       | ?            | ?            | ?            | 32     | 20     | 12     |
| Coppa dell'Imperatore | -     | -       | -       | -       | -            | -            | -            | 3      | 2      | 1      |
| Torneo Kurowashiki    | -     | -       | -       | -       | -            | -            | -            | 3      | 1      | 2      |
| Totale                | -     | ?       | ?       | ?       | ?            | ?            | ?            | 38     | 23     | 15     |

G = partite giocate; V = partite vinte; P = partite perse

### Statistiche dei giocatori
| Giocatore      | V.League Division 1 | V.League Division 1 | V.League Division 1 | V.League Division 1 | V.League Division 1 |
| Giocatore      | P                   | PT                  | AV                  | MV                  | BV                  |
| -------------- | ------------------- | ------------------- | ------------------- | ------------------- | ------------------- |
| R. Denda       | 32                  | 288                 | 207                 | 69                  | 12                  |
| M. Eiro        | 6                   | 0                   | 0                   | 0                   | 0                   |
| Y. Kamiya      | 5                   | 0                   | 0                   | 0                   | 0                   |
| M. Katsuoka    | 19                  | 117                 | 107                 | 7                   | 3                   |
| K. Koga        | 32                  | 0                   | 0                   | 0                   | 0                   |
| H. Kon         | 32                  | 204                 | 144                 | 42                  | 18                  |
| Y. Kurosawa    | 26                  | 49                  | 39                  | 5                   | 5                   |
| I. Maeda       | 32                  | 43                  | 8                   | 25                  | 10                  |
| T. Ogawa       | 14                  | 0                   | 0                   | 0                   | 0                   |
| H. Okamoto     | 32                  | 2                   | 0                   | 0                   | 2                   |
| I. Omrčen      | 24                  | 485                 | 443                 | 25                  | 17                  |
| N. Shiraiwa    | 30                  | 159                 | 128                 | 20                  | 11                  |
| T. Takahashi   | 8                   | 0                   | 0                   | 0                   | 0                   |
| T. Takamatsu   | 32                  | 351                 | 315                 | 20                  | 16                  |
| K. Takanashi   | 1                   | 0                   | 0                   | 0                   | 0                   |
| R. Tsubakiyama | 32                  | 157                 | 142                 | 7                   | 8                   |
| S. Uchiyama    | 32                  | 8                   | 2                   | 5                   | 1                   |
| Y. Watanabe    | 1                   | 0                   | 0                   | 0                   | 0                   |
| T. Yamachika   | 32                  | 23                  | 20                  | 2                   | 1                   |
| S. Yamada      | 26                  | 101                 | 92                  | 7                   | 2                   |

P = presenze; PT = punti totali; AV = attacchi vincenti; MV = muri vincenti; BV = battute vincenti

NB: Non sono disponibili i dati relativi alla Coppa dell'Imperatore, al Torneo Kurowashiki e di conseguenza quelli totali